# Università di Groninga
L'Università di Groninga (in olandese: Rijksuniversiteit Groningen) è un'università olandese situata nella città di Groninga.

## Storia
L'Università di Groninga fu fondata nel 1614 nell'allora Repubblica delle Sette Province Unite. La facoltà offriva quattro corsi: filosofia, legge, medicina e teologia. Il primo rettore fu Ubbo Emmius.
Durante l'occupazione francese (1795-1814) l'università fu amministrata dall'Università imperiale di Parigi e rinominata Università imperiale di Groninga concedendole, diversamente da quella di Leida, di rimanere aperta. Nel 1815, l'Università di Groninga congiuntamente a quelle di Leida e Utrecht furono dichiarate rijkshogescholen (una sorta di college statale) da parte del Regno unito dei Paesi Bassi. Nel corso dell'Ottocento, dopo le guerre napoleoniche, l'università riprese a crescere e furono introdotte nuove facoltà quali matematica e fisica.
Nel 1877 l'istituto fu ufficialmente rinominato università reale (rijksuniversiteit).

## Struttura
L'università è organizzata nelle seguenti facoltà:
- Discipline umanistiche
- Economia e commercio
- Filosofia
- Giurisprudenza
- Scienze mediche
- Scienze e ingegneria
- Scienze sociali e comportamentali
- Scienze del territorio
- Teologia e studi religiosi

Le sedi universitarie sono dislocate nella città di Groningen e dintorni con l'eccezione delle sedi minori di L'Aia, Leeuwarden e Schiermonnikoog.
Le sedi storiche sorgono in centro città, nel quartiere Binnenstad, ospitano la biblioteca universitaria e le facoltà di economia, filosofia e giurisprudenza; nella zona est del centro, nel quartiere Noorddijk, si trova la facoltà di scienze mediche. Le rimanenti facoltà sono collocate nel campus universitario Zernike, il quale è condiviso con la Hanze University of Applied Sciences, l'altra università cittadina.

## Rettori
- Ubbo Emmius (1614-1615)
- Frederick van Os[10] (1961-1965)
- Eduard Herman s'Jacob (1965-1967)
- Jan Snijders (1967-1969)
- Willem Frederik Dankbaar (1969-1971)
- Anthonie Wattel (1971-1975)
- Matthijs Janssen (1975-1978)
- Jan Borgman (1978-1981)
- Maarten van Gils (1981)
- Louk Engels (1981-1984)
- Eric Bleumink (1984-1988)
- Simon Kuipers (1988)
- Louk Engels (1988-1991)
- Simon Kuipers (1991-1994)
- Folkert van der Woude[11] (1994-1998)
- Doeko Bosscher[12] (1998-2002)
- Frans Zwarts[13] (2002-2011)
- Elmer Sterken[14] (2001-2019)
- Cisca Wijmenga (dal 2019)